# Campionat d'Europa de bàsquet masculí de 1971
L'edició XVII del Campionat d'Europa de bàsquet masculí se celebrà a Alemanya Occidental del 10 al 19 de setembre del 1971, comptant amb la participació de 12 seleccions nacionals.

## Grups
Els dotze equips participants foren dividits en dos grups de la forma següent:
| Grup A         | Grup B         |
| -------------- | -------------- |
| RFA            | Bulgària       |
| França         | Israel         |
| Polònia        | Itàlia         |
| Romania        | Iugoslàvia     |
| Unió Soviètica | Txecoslovàquia |
| Espanya        | Turquia        |

## Primera fase

### Grup A
| Equip          | J | G | P | T+  | T-  | DT   | PTS |
| -------------- | - | - | - | --- | --- | ---- | --- |
| Unió Soviètica | 5 | 5 | 0 | 461 | 303 | +158 | 10  |
| Polònia        | 5 | 4 | 1 | 405 | 376 | +29  | 9   |
| Romania        | 5 | 3 | 2 | 349 | 368 | -19  | 8   |
| Espanya        | 5 | 2 | 3 | 352 | 412 | -60  | 7   |
| RFA            | 5 | 1 | 4 | 353 | 385 | -32  | 6   |
| França         | 5 | 0 | 5 | 322 | 398 | -76  | 5   |

#### Resultats[2]
| Data     | Partit         | Partit | Partit         | Resultat |
| -------- | -------------- | ------ | -------------- | -------- |
| 10.09.71 | França         | -      | Espanya        | 66-79    |
| 10.09.71 | Romania        | -      | Unió Soviètica | 55-83    |
| 10.09.71 | Polònia        | -      | RFA            | 78-73    |
| 11.09.71 | Romania        | -      | França         | 65-64    |
| 11.09.71 | Espanya        | -      | Polònia        | 70-83    |
| 11.09.71 | Unió Soviètica | -      | RFA            | 91-54    |
| 12.09.71 | Polònia        | -      | França         | 91-65    |
| 12.09.71 | Romania        | -      | RFA            | 79-69    |
| 12.09.71 | Unió Soviètica | -      | Espanya        | 118-59   |
| 14.09.71 | Romania        | -      | Polònia        | 74-80    |
| 14.10.71 | Unió Soviètica | -      | França         | 75-63    |
| 14.09.71 | Espanya        | -      | RFA            | 73-69    |
| 15.09.71 | Unió Soviètica | -      | Polònia        | 94-73    |
| 15.09.71 | Romania        | -      | Espanya        | 76-72    |
| 15.09.71 | França         | -      | RFA            | 64-88    |

Tots els partits es disputaren a Essen

### Grup B
| Equip          | J | G | P | T+  | T-  | DT   | PTS |
| -------------- | - | - | - | --- | --- | ---- | --- |
| Iugoslàvia     | 5 | 5 | 0 | 434 | 358 | +76  | 10  |
| Itàlia         | 5 | 4 | 1 | 374 | 329 | +45  | 9   |
| Bulgària       | 5 | 3 | 2 | 408 | 357 | +51  | 8   |
| Txecoslovàquia | 5 | 2 | 3 | 401 | 394 | +7   | 7   |
| Turquia        | 5 | 1 | 4 | 342 | 316 | -74  | 6   |
| Israel         | 5 | 0 | 5 | 408 | 513 | -105 | 5   |

#### Resultats
| Data     | Partit         | Partit | Partit         | Resultat |
| -------- | -------------- | ------ | -------------- | -------- |
| 10.09.71 | Israel         | -      | Itàlia         | 68-87    |
| 10.09.71 | Txecoslovàquia | -      | Turquia        | 88-69    |
| 10.09.71 | Iugoslàvia     | -      | Bulgària       | 70-69    |
| 11.09.71 | Turquia        | -      | Israel         | 97-88    |
| 11.09.71 | Txecoslovàquia | -      | Iugoslàvia     | 66-81    |
| 11.09.71 | Itàlia         | -      | Bulgària       | 78-69    |
| 12.09.71 | Turquia        | -      | Iugoslàvia     | 63-86    |
| 12.09.71 | Israel         | -      | Bulgària       | 75-98    |
| 12.09.71 | Itàlia         | -      | Txecoslovàquia | 74-60    |
| 13.09.71 | Bulgària       | -      | Txecoslovàquia | 85-74    |
| 13.09.71 | Israel         | -      | Iugoslàvia     | 92-118   |
| 13.09.71 | Turquia        | -      | Itàlia         | 53-67    |
| 14.09.71 | Israel         | -      | Txecoslovàquia | 85-113   |
| 14.09.71 | Bulgària       | -      | Turquia        | 87-60    |
| 14.09.71 | Iugoslàvia     | -      | Itàlia         | 79-68    |

Tots els partits es disputaren a Böblingen

## Fase final

### Eliminatòries del 1r al 4t lloc
|  | Semifinals     | Semifinals     |    |                | Final          | Final |
|  |                |                |    |                |                |       |
|  | 17 de setembre |                |    |                |                |       |
|  | Unió Soviètica | 93             |    |                |                |       |
|  | Itàlia         | 66             |    |                |                |       |
|  |                |                |    |                |                |       |
|  |                |                |    |                | 19 de setembre |       |
|  |                |                |    |                | Unió Soviètica | 69    |
|  |                | Iugoslàvia     | 64 |                |                |       |
|  |                |                |    |                |                |       |
|  |                |                |    |                |                |       |
|  |                |                |    |                | Tercer lloc    |       |
|  | 17 de setembre | 17 de setembre |    | 18 de setembre | 18 de setembre |       |
|  | Iugoslàvia     | 100            |    | Itàlia         | 85             |       |
|  | Polònia        | 75             |    |                | Polònia        | 67    |

### Eliminatòries del 5è al 8è lloc
|  | Semifinals     | Semifinals     |    |                | Final          | Final |
|  |                |                |    |                |                |       |
|  | 17 de setembre |                |    |                |                |       |
|  | Romania        | 67             |    |                |                |       |
|  | Txecoslovàquia | 76             |    |                |                |       |
|  |                |                |    |                |                |       |
|  |                |                |    |                | 19 de setembre |       |
|  |                |                |    |                | Txecoslovàquia | 87    |
|  |                | Bulgària       | 74 |                |                |       |
|  |                |                |    |                |                |       |
|  |                |                |    |                |                |       |
|  |                |                |    |                | Tercer lloc    |       |
|  | 17 de setembre | 17 de setembre |    | 18 de setembre | 18 de setembre |       |
|  | Bulgària       | 95             |    | Romania        | 71             |       |
|  | Espanya        | 84             |    |                | Espanya        | 86    |

### Eliminatòries del 9è al 12è lloc
|  | Semifinals     | Semifinals     |    |                | Final          | Final |
|  |                |                |    |                |                |       |
|  | 17 de setembre |                |    |                |                |       |
|  | RFA            | 99             |    |                |                |       |
|  | Israel         | 76             |    |                |                |       |
|  |                |                |    |                |                |       |
|  |                |                |    |                | 19 de setembre |       |
|  |                |                |    |                | RFA            | 76    |
|  |                | França         | 70 |                |                |       |
|  |                |                |    |                |                |       |
|  |                |                |    |                |                |       |
|  |                |                |    |                | Tercer lloc    |       |
|  | 17 de setembre | 17 de setembre |    | 18 de setembre | 18 de setembre |       |
|  | Turquia        | 60             |    | Israel         | 84             |       |
|  | França         | 82             |    |                | Turquia        | 74    |

## Medaller
|                |            |        |
| Unió Soviètica | Iugoslàvia | Itàlia |

## Classificació final[3]
| 1. - Unió Soviètica |
| 2. - Iugoslàvia     |
| 3. - Itàlia         |
| 4. - Polònia        |
| 5. - Txecoslovàquia |
| 6. - Bulgària       |
| 7. - Espanya        |
| 8. - Romania        |
| 9. - RFA            |
| 10. - França        |
| 11. - Israel        |
| 12. - Turquia       |

## Trofeus individuals

### Millor jugador (MVP)[4]
| MVP                       |
| Iugoslàvia Krešimir Ćosić |

### Màxims anotadors del campionat
|   | Jugador                   | Punts per partit | Punts | Partits jugats |
| - | ------------------------- | ---------------- | ----- | -------------- |
| 1 | Polònia Edward Jurkiewicz | 22,0             | 154   | 7              |
| 2 | Txecoslovàquia Jiri Zidek | 20,1             | 141   | 7              |
| 3 | França Alain Gilles       | 20,0             | 140   | 7              |
| 4 | Bulgària Georgi Christov  | 18,6             | 130   | 7              |
| 5 | Bulgària Atanas Golomeev  | 18,6             | 130   | 7              |

## Plantilla dels 4 primers classificats
Medalla d'or: Unió Soviètica Sergei Belov, Alexander Belov, Modestas Paulauskas, Anatoly Polivoda, Vladimir Andreev, Priit Tomson, Ivan Edeshko, Alzhan Zharmukhamedov, Zurab Sakandelidze, Mikhail Korkia, Aleksander Boloshev, Aleksei Tammiste (Entrenador: Vladimir Kondrašin)
Medalla d'argent: Iugoslàvia Krešimir Ćosić, Nikola Plećaš, Aljoša Žorga, Vinko Jelovac, Ljubodrag Simonović, Dragutin Čermak, Borut Bassin, Dragan Kapičić, Blagoja Georgievski, Žarko Knežević, Dragiša Vučinic, Davor Rukavina (Entrenador: Ranko Žeravica)
Medalla de bronze: Itàlia Dino Meneghin, Pierluigi Marzorati, Massimo Masini, Ivan Bisson, Renzo Bariviera, Carlo Recalcati, Ottorino Flaborea, Marino Zanatta, Giulio Iellini, Giorgio Giomo, Luigi Serafini, Massimo Cosmelli (Entrenador: Giancarlo Primo)
Quart lloc: Polònia Edward Jurkiewicz, Grzegorz Korcz, Andrzej Seweryn, Jan Dolczewski, Henryk Cegielski, Marek Ladniak, Jerzy Frolow, Janusz Ceglinski, Waldemar Kozak, Miroslaw Kalinowski, Eugeniusz Durejko, Zbigniew Jedlinski (Entrenador: Witold Zagorski)